# اتدهمپتون
اتدهمپتون (به انگلیسی: Stadhampton) یک روستا و محله مدنی در بریتانیا است که در آکسفوردشر جنوبی واقع شده‌است. اتدهمپتون ۹٫۸۰ کیلومتر مربع مساحت و ۸۳۲ نفر جمعیت دارد.